# El día del padre
El día del padre (Father's Day) es el octavo episodio de la primera temporada moderna de la serie británica de ciencia ficción Doctor Who, emitido originalmente el 14 de mayo de 2005. Marca la primera aparición del padre de Rose Tyler, Peter Tyler, interpretado por Shaun Dingwall, que más tarde interpretaría en la temporada de 2006 a un Pete de un universo paralelo.

## Argumento
En la TARDIS, el Doctor accede a llevar a Rose al día en que su padre murió para que ella pueda estar allí cuando esto ocurra. Son testigos del accidente, pero Rose no es capaz de moverse cuando el Doctor le dice que vaya a confortar a su padre moribundo. Rose le pregunta al Doctor si puede intentarlo otra vez, y el Doctor se lo permite, pero avisa a Rose de que no vaya hasta que sus antiguas versiones se hayan ido para evitar una paradoja. Cuando el accidente está a punto de ocurrir, Rose de repente sale corriendo y empuja a Pete, salvándole la vida. Las otras versiones del Doctor y Rose se desintegran. El Doctor se pelea con Rose por lo que ha hecho, diciéndole que ha podido dañar la línea temporal. Tras quitarle la llave de la TARDIS, el Doctor se marcha sin ella. Rose decide ir con Pete a la boda, mientras el Doctor se dirige a la TARDIS para descubrir que ahora sólo es una cabina de policía normal y corriente y que su interior ha desaparecido. Empiezan entonces a aparecer en el cielo extrañas bestias voladoras que comienzan a devorar a la gente...

### Continuidad
Continuando con la línea argumental del lobo malo de la temporada, en un cartel publicitario en un muro donde Pete se suponía que debía morir aparecen escritas las palabras «LOBO MALO». Rose se refiere al final de este episodio en El momento de la despedida, cuando le dice a Jackie que conoció a su padre y que era la chica que le cogía de la mano mientras moría. Aunque Pete Tyler moría en este episodio, una versión suya de un universo paralelo aparece en los episodios La ascensión de los Cybermen/La edad del acero y El ejército de fantasmas/El día del Juicio Final.

## pensar y arte
En los títulos provisionales del episodio se incluyen Wounded Time (El tiempo herido) y Wound in Time (La herida del tiempo). Al show runner Russell T Davies se le ocurrió el título definitivo de El día del padre en febrero de 2005, poco antes de que comenzara la emisión de la serie. En los comentarios del DVD del episodio, el escritor Paur Cornell y el productor Phil Collinson mencionan que en el guion original, en la escena en la que el Doctor abre la puerta de la TARDIS y descubre el interior de una cabina de policía ordinaria, la cabina se caía en pedazos. Esto se cambió por razones de coste, y Cornell dijo en los comentarios que piensa que el cambio fue una mejora. Cornell también dijo que basó el personaje de Pete Tyler en su propio padre, que intentó muchos trabajos e ideas (incluyendo, como Pete, vender bebidas saludables) antes de conseguir el éxito con una casa de apuestas. La línea de Pete "Soy tu padre, es mi tarea que la culpa sea mía" la tomó de algo que una vez su padre le dijo a Cornell. Billie Piper dice en los comentarios que este fue su episodio favorito de la primera temporada, y el que más demanda emocional exigió de ella al interpretarlo. Christopher Eccleston también ha declarado que este era su episodio favorito, por sus múltiples caras emocionales.
En el episodio aparecen dos de los más importantes números uno de 1987, Never Gonna Give You Up de Rick Astley y Never Can Say Goodbye en versión de The Communards, ambas con una gran relación con la temática básica de la historia. También incluye la canción de 2002 Don't Mug Yourself de The Streets, indicando el daño en la línea temporal.

## Emisión y recepción
El día del padre tuvo una audiencia final de 8,06 millones de espectadores en el Reino Unido.
SFX alabó la forma en que se exploró la temática del tiempo, así como la representación fidedigna de los ochenta, y dijo que Dingwall dijo "una de las mejores interpretaciones de la serie" como Pete Tyler. Sin embargo, el crítico pensó que las bestias eran el punto flojo del episodio, encontrando que "el episodio no provoca todo el horror que debería". Arnold T Blumburg de Now Playing le dio al episodio una nota de sobresaliente por el impacto emocional y la interpretación. Blumburg notó, sin embargo, que había "enormes agujeros lógicos" sobre "las llaves de la TARDIS brillando y las paradojas poco explicadas". En 2013, Mark Braxton de Radio Times describió el episodio como "un cuento de viajes en el tiempo con un corazón inmenso", y resaltó el cambio de la identificación del público desde el Doctor hasta Rose, y la interpretación de Piper y Dingwall. Braxton, por otro lado, pensó que las bestias sobraban y que el episodio habría sido "igual de bueno si se hubiera eliminado a las bestias del guion".
El episodio recibió una nominación para el premio Hugo 2006 a la mejor presentación dramática en forma corta; los episodios El niño vacío y El Doctor baila se llevaron el galardón. El día del padre se colocó en la tercera posición en el número de votos.